# Pentateucha curiosa
Pentateucha curiosa là một loài bướm đêm thuộc họ Sphingidae. Loài này có ở Nepal, đông bắc Ấn Độ, tây nam Trung Quốc (Vân Nam), miền bắc Thái Lan và Miền Bắc Việt Nam.
Sải cánh khoảng 104 mm. Cá thể trưởng thành mọc cánh vào tháng 1 in Vietnam and từ giữa tháng 12 tới giữa tháng 2 miền bắc Thái Lan.
Ấu trùng có lẽ ăn các loài Ilex (bao gồm Ilex triflora).